# أبو جابر الشيخ
هاشم الشيخ (أبو جابر) الخفاجي القائد السابق لـلحركة حركة أحرار الشام الإسلامية الساعية للإطاحة بحكومة بشار الأسد، تولى قيادة الحركة بعد مقتل أكثر من 45 من قادتها في التاسع من سبتمبر/أيلول 2014.
ولد أبو جابر عام 1968 في مدينة مسكنة شرق حلب، لديه عشرة أولاد، وهو حائز على شهادة الهندسة الميكانيكية، ونال منصبا عاليا في البحوث العلمية بمدينة حلب، وعمل في حقل الدعوة الإسلامية، وتعرض لمضايقات بسبب ذلك.
وشارك أبو جابر أثناء حرب العراق بين عامي 2003 و 2005 على تأمين خروج المقاتلين نحو العراق عبر الأراضي السورية.
واعتقل أبو جابر عام 2005 وتنقّل بين أفرع أمنية عدة، قبل أن ينتهي به المطاف في سجن صيدنايا الشهير، وشهد مجزرة صيدنايا، وحُوكم بتهمة «الوهّابية»، وأصدرت المحكمة حكما بسجنه ثمانِ سنوات، ولكنه خرج من السجن في سبتمبر/أيلول 2011 بعد ست سنوات على أثر عفو عن عدد من السجناء السياسيين ممن قضوا ثلاثة أرباع مدة محكوميتهم.
وعقب الإفراج عنه، قاد مجموعات مسلحة ضد نظام الأسد، وأسس كتيبة مصعب بن عمير في مدينة مسكنة، وساهمت الكتيبة بقيادته في السيطرة على مدن وأحياء الرقة والطبقة ومطار الجراح العسكري وخناصر ومسكنة وغيرها.
وانضمت الكتيبة لحركة فجر الشام الإسلامية، التي انضمت لاحقا لحركة أحرار الشام الإسلامية بعد السيطرة على مطار الجرّاح العسكري في مارس/آذار 2013.
وعين أبو جابر عضوا بمجلس شورى حركة أحرار الشام وأميرا للقطاع الشرقي، ثم أميرا لحلب بعد مقتل أبو خالد السوري.
وفي العاشر من سبتمبر/أيلول 2014 اختير أبو جابر قائدا عاما لحركة أحرار الشام بعد مقتل قائد الحركة حسان عبود -الملقب بأبي عبد الله الحموي- مع أكثر من 45 قياديا آخرين من التنظيم بينهم أمراء عسكريون لمحافظات بينها حلب والرقة وإدلب في عملية استهدفت اجتماعا لهم ببلدة رام حمدان بريف إدلب شمالي سوريا.
في الثاني عشر من سبتمبر/أيلول 2015 رفض هاشم الشيخ تجديد ولايته لسنة جديدة، وبناء عليه اختار مجلس شورى الحركة مهند المصري الملقب بأبي يحيى الحموي خلفاً له.
في 22 مايو/أيار 2025 ، وبعد سقوط نظام الأسد ، تم تعيينه من قبل محافظة حلب مسؤولاً عن منطقة منبج بريف حلب الشرقي 